# János Bányai
Dans le nom hongrois Bányai János, le nom de famille précède le prénom, mais cet article utilise l’ordre habituel en français János Bányai, où le prénom précède le nom.
Compléments
- Ancien étudiant de la Faculté de philosophie de l'université de Novi Sad
- Professeur à la Faculté de philosophie de l'université de Novi Sad
- Membre correspondant de l'Académie serbe des sciences et des arts (2012)

János Bányai (en serbe cyrillique : Јанош Бањаи ; en serbe latin : Janoš Banjai ; né le 20 novembre 1939 à Subotica, et mort le 21 février 2016 à Novi Sad) est un écrivain, un critique littéraire, un historien de la littérature et un éditeur serbe d'origine hongroise. Il a été membre correspondant de l'Académie serbe des sciences et des arts et membre correspondant de la Section de Novi Sad de l'Académie serbe des sciences et des arts.

## Biographie
János Bányai suit les cours de l'école élémentaire de Feketić puis, de 1954 à 1958, il étudie au lycée de Subotica. Il poursuit des études supérieures au Département de langue et de littérature hongroises de la Faculté de philosophie de l'université de Novi Sad, où il obtient un diplôme en 1963. En 1974, il obtient un doctorat avec une thèse intitulée Füst Milán költészetének struktúrája (La Structure de la poésie de Milán Füst).
La même année, il est élu professeur assistant au Département de langue et de littérature hongroises de la Faculté de philosophie de Novi Sad ; en 1982, il devient professeur associé puis, en 1990, professeur titulaire de la même faculté. De 1998 à 2006, il est professeur invité à la Faculté de philosophie de l'université de Szeged en Hongrie ; à partir de 2000, il est professeur invité à la Faculté de philologie de l'université de Belgrade.
Il a été rédacteur en chef de la revue Új Symposion (1967-1969), rédacteur en chef de la revue Híd (1976-1984), rédacteur en chef de la maison d'édition Forum (1983-1987) et directeur de l'entreprise de presse Forum (1987-1991).
En 2012, János Bányai est élu membre correspondant de l'Académie serbe des sciences et des arts.
Il est mort à Novi Sad le 21 février 2016,,.

## Ouvrages
- Bonyolult örömök, études, Novi Sad, 1964.
- Kontrapunkt, anthologie en collaboration avec István Baranyai-Bosnyák, Novi Sad, 1966.
- A szó fegyelme, études et essais, Novi Sad, 1972.
- Könyv és kritika (Livre et critique), études et critiques, Novi Sad, 1973.
- Könyv és kritika, II, études et critiques, Novi Sad, l977.
- B. Szabó György, monographie, Novi Sad, l978.
- Iz savremene mađarske poezije u Jugoslaviji (La Poésie hongroise contemporaine en Yougoslavie), anthologie, préface et notes, Sarajevo, l986.
- Koren i krila. Posleratna mađarska poezija u Jugoslaviji (Des Racines et des Ailes. La poésie hongroise d'après-guerre en Yougoslavie), sélection (en collaboration) et préface, Novi Sad, l986.
- Talán így. Könyv és kritika III, Novi Sad, 1995.
- Kisebbségi magyaróra, études, essais et critiques, Novi Sad, l996.
- Hagyománytörés, études et essais, Novi Sad, l988.
- Mit viszünk magunkkal ?, études et essais, Novi Sad, 2000.
- Egyre kevesebb talán, études, essais et critiques, Novi Sad, 2003.
- A védett vesztes, études, essais et critiques, Novi Sad, 2006.
- Zaštićeni gubitnik, essais et études, Adresa, Novi Sad, 2008.
- Költő(k), könyv(ek), vers(ek) (Poèmes, livres, chansons), chronique de la poésie contemporaine hongroise, Novi Sad, 2010.

## Récompenses
- Prix de la critique (1972)
- Az irodalomtudományok doktora (1974)
- Pris Kornél Szenteleky (1975)
- Prix Alföld (1993)
- Prix Híd (1995, 1998, 2000)
- Az Év Könyve-díj (1999)
- Széchenyi professzor ösztöndíjas (1999-2002)
- Prix Aladár Komlós (2000)
- Prix Attila József (2001)
- Prix Pro Literatura (2001)
- Prix Ágnes Nemes Nagy (2003)
- Prix Tibor Déry (2007)